# دفاع از جیکوب (مینی‌سریال)
دفاع از جیکوب (به انگلیسی: Defending Jacob) یک مینی‌سریال اینترنتی در سبک جنایی درام است که به تهیه‌کنندگی اپل تی وی پلاس و بر اساس رمانی با همین نام نوشتهٔ ویلیام لندی ساخته شده‌است. خالق این مجموعه مارک بامبک بوده و قرار است کارگردانی آن به عهدهٔ مورتن تیلدام قرار گرفته و کریس ایوانز به عنوان بازیگر در آن ایفای نقش کند.

## داستان
اندی باربر (با بازی کریس ایوانز) دستیار قابل‌احترام بازپرس بخش قضایی شهر نیوتن در ایالت ماساچوست است؛ شهری که به واسطه کشته شدن پسر نوجوانی در راه بازگشت از مدرسه‌اش به لرزه می‌افتد. زمانی که اندی، پرونده را بلافاصله پس از وقوع حادثه به‌دست می‌گیرد، همه‌چیز به‌سرعت تغییر می‌کند و پسرش، جیکوب (با بازی جیدن مارتل) به اتهام قتل بازداشت می‌شود. در ادامه، والدین جیکوب به دنبال شواهدی دال بر بی‌گناهی او می‌گردند که نه‌تنها آن‌ها را در دادگاه ارائه کنند بلکه دل خودشان هم از بی‌گناهی پسرشان قرص شود. بااین‌حال در گیرودار پیداکردن این شواهد، درحالیکه اندی بر باورهایش نسبت به پسرش استوار است، همسرش لاری (با بازی میشل داکری) نسبت به جیکوب به شک می‌افتد.

## بازیگران
- کریس ایوانز در نقش اندی باربر
- میشل داکری در نقش لاری باربر
- جیدن مارتل در نقش جیکوب باربر
- چری جونز در نقش جوانا کلاین
- پابلو شرایبر در نقش نیل لاگیدایس
- بتی گابریل در نقش پائولا دافی
- سکینه جعفری در نقش لین کاناوان
- دنیل هنشال در نقش لئونارد پاتز
- ویلیام زیفاراس در نقش اولیری

## تولید

### توسعه
در ۲۰ سپتامبر ۲۰۱۸ اعلام شد که شرکت اپل سفارش ساخت یک مینی‌سریال هشت قسمتی بر اساس رمان دفاع از جیکوب نوشتهٔ ویلیام لاندی در سال ۲۰۱۲ را داده‌است. این مجموعه توسط مارک بامبک ساخته شده‌است و او قرار است که علاوه بر نویسندگی مجموعه، تهیه‌کنندگی اجرایی آن را نیز در کنار کریس ایوانز، مورتن تیلدام، روزالی سوئدلین، و آدام شولمن بر عهده بگیرد. همچنین احتمال می‌رود که تیلدام نیز به عنوان کارگردان این مینی‌سریال انتخاب شود. پیش‌بینی می‌شود که شرکت‌های تولیدکنندهٔ درگیر در ساخت این مجموعه، پارامونت تله‌ویژن و انانیمس کانتنت باشند.

### انتخاب بازیگران
همزمان با اعلان سفارش ساخت این مجموعه، تأیید شد که کریس ایوانز به عنوان بازیگر نقش اول انتخاب شده‌است. در مارس ۲۰۱۹، میشل داکری و جیدن مارتل به بازیگران این مجموعه پیوستن، و پس از آن و در آوریل ۲۰۱۹، چری جونز، پابلو شرایبر، بتی گابریل و سکینه جعفری نیز به فهرست بازیگران آن افزوده شدند.

### فیلمبرداری
شروع فیلمبرداری دفاع از جیکوب در شهر نیوتون در ایالت ماساچوست (جایی که رمان دفاع از جیکوب در آن نوشته شده‌است) به تأیید رسید. سه لوکیشن برای فیلمبرداری این مجموعه تأیید شده‌اند که شامل پارک کولد اسپرینگ، روستای نیوتون هایلندز، و کمپ یومس آمرست مونت آیدا می‌شوند. ادامهٔ فیلمبرداری در بلمونت، ماساچوست انجام گرفته و عملیات فیلمبرداری در سیلم، ماساچوست نیز در تاریخ ۱۵ ژوئن ۲۰۱۹ آغاز شد.